# 安樂庵策傳
安樂庵 策傳（あんらくあん  さくでん，1554年—1642年2月7日），諱日快，號醒翁，近江國野洲郡金森町出身，道號策傳，俗名平林平太夫，日本戰國時代至江戶時代前期的僧侶，屬於淨土宗西山深草派。金森定近之子。也是一位作家，安樂庵策傳非常擅長說笑話，他寫於1623年的著作《醒睡笑》，是日本笑話集的先驅，對於後來的日本文學有非常大的影響。

## 生涯
天文23年（1554年），安楽庵 策伝於一個美濃國武將金森定近的家庭中誕生，有一個兄長名為金森長近。
年幼的時候在美濃國淨音寺出家，跟從策堂文叔學習。之後又轉到京都禅林寺（永観堂）向智空甫叔學習。
寛永19年正月初八（1642年2月7日），圓寂。